# Jorat-Menthue
Pour les articles homonymes, voir Jorat (homonymie) et Menthue.
Jorat-Menthue est une commune suisse du canton de Vaud, située dans le district du Gros-de-Vaud. C'est le résultat de la fusion de Montaubion-Chardonney, Peney-le-Jorat, Sottens, Villars-Mendraz et Villars-Tiercelin en 2011. La commune est peuplée de 1 563 habitants en 2022. Son territoire, d'une surface de 1 765 hectares, se situe entre les régions du Jorat et du Gros-de-Vaud.

## Histoire
La commune de Jorat-Menthue a vu le jour le 1er juillet 2011, à la suite de la fusion des communes de Montaubion-Chardonney, Peney-le-Jorat, Sottens, Villars-Mendraz et Villars-Tiercelin. Elle fait partie dès sa création du district du Gros-de-Vaud. 

## Géographie
Jusqu'à leur dissolution, les anciennes communes faisaient partie du district de Moudon, du district d'Échallens et du district d'Oron. Depuis le 1er janvier 2008, elles ont rejoint le nouveau district du Gros-de-Vaud. La commune de Jorat-Menthue a des frontières communes avec Hermenches, Montanaire, Montilliez, Poliez-Pittet, Froideville et Corcelles-le-Jorat.
La commune se situe entre les régions du Jorat et du Gros-de-Vaud. Elle est traversée par la Mentue.
La commune compte les villages de Montaubion, Chardonney, Peney-le-Jorat, Sottens, Villars-Tiercelin et Villars-Mendraz ainsi que le hameau de Montmeillan et de nombreuses exploitations agricoles dispersées.

## Politique
Lors des élections fédérales suisses de 2011, la commune a voté à 49,69 % pour l'Union démocratique du centre. Les deux partis suivants furent le Parti socialiste suisse avec 19,77 % des suffrages et les Verts avec 12,19 %.
Lors des élections cantonales au Grand Conseil de mars 2011, les habitants de la commune ont voté pour l'Union démocratique du centre à 25,26 %, l'Alliance du centre à 21,50 %, le Parti libéral-radical à 20,69 %, le Parti socialiste à 18,10 % et les Verts à 14,45 %.	
Sur le plan communal, Jorat-Menthue est dirigé par une municipalité formée de 5 membres et dirigée par un syndic pour l'exécutif et un Conseil communal, composé de 50 élus, dirigé par un président et secondé par un secrétaire, pour le législatif.

## Économie
Jusqu'à la seconde moitié du XXe siècle, l'économie locale était principalement portée par l'agriculture, l'arboriculture fruitière et l'élevage qui représentent, de nos jours encore, une part importante des emplois locaux. Pendant les dernières décennies, les villages de la commune se sont agrandis avec la création de plusieurs zones résidentielles occupées par des personnes travaillant dans les villes voisines d'Échallens et de Lausanne en particulier ; cette mutation s'est accompagnée de la création de différentes entreprises locales, principalement de service.
Parmi les différentes entreprises présentes sur le territoire de la commune, on trouve un hôpital de psycho-gériatrie à Villars-Mendraz, une scierie sur la Mentue à Montaubion, un ancien moulin sur le ruisseau de Neyrevaux ainsi qu'une entreprise de construction à Sottens, et deux garages à Villars-Mendraz et Peney-le-Jorat. Les commerces sont également représentés avec une boulangerie à Villars-Mendraz, un magasin d'alimentation à Sottens, une épicerie à Peney-le-Jorat une boucherie-charcuterie à Villars-Tiercelin et deux cafés-restaurants, l'un à Villars-Mendraz et l'autre à Peney-le-Jorat.

## Monuments
Outre l'émetteur de Sottens, classé comme bien culturel d'importance nationale, la commune compte également plusieurs objets inscrits comme biens culturels d'importance régionale dans la liste cantonale dressée en 2009 : la ferme de La Cassine, à Villars-Tiercelin ainsi que deux greniers à Sottens.

## Démographie
Selon l'Office fédéral de la statistique, Jorat-Menthue compte 1 563 habitants en 2022. Sa densité de population atteint 89 hab./km2.
Le graphique suivant résume l'évolution de la population des anciennes communes composant Jorat-Menthue entre 1850 et 2000 :

## Transports
Les cinq localités de la commune font partie de la communauté tarifaire vaudoise Mobilis. Le bus CarPostal reliant Thierrens à Épalinges s'arrête à Sottens, Villars-Mendraz, Peney-le-Jorat et Villars-Tiercelin, celui reliant Échallens à Moudon s'arrête à Villars-Tiercelin, Peney-le-Jorat et Villars-Mendraz et celui reliant Échallens à Poliez-Pittet s'arrête à Montaubion, Chardonney et Villars-Tiercelin. Ces localités sont également desservies par les bus sur appel Publicar, qui sont aussi un service de CarPostal,.

## Vie locale
La commune de Jorat-Menthue compte plusieurs associations, parmi lesquelles trois sociétés de jeunesse, un groupement de paysannes vaudoises, deux chœurs mixtes, une fanfare ainsi qu'un club de football, un club de gymnastique, deux sociétés de tir sportif et une abbaye vaudoise.